# Giovanni Battista Caviglia

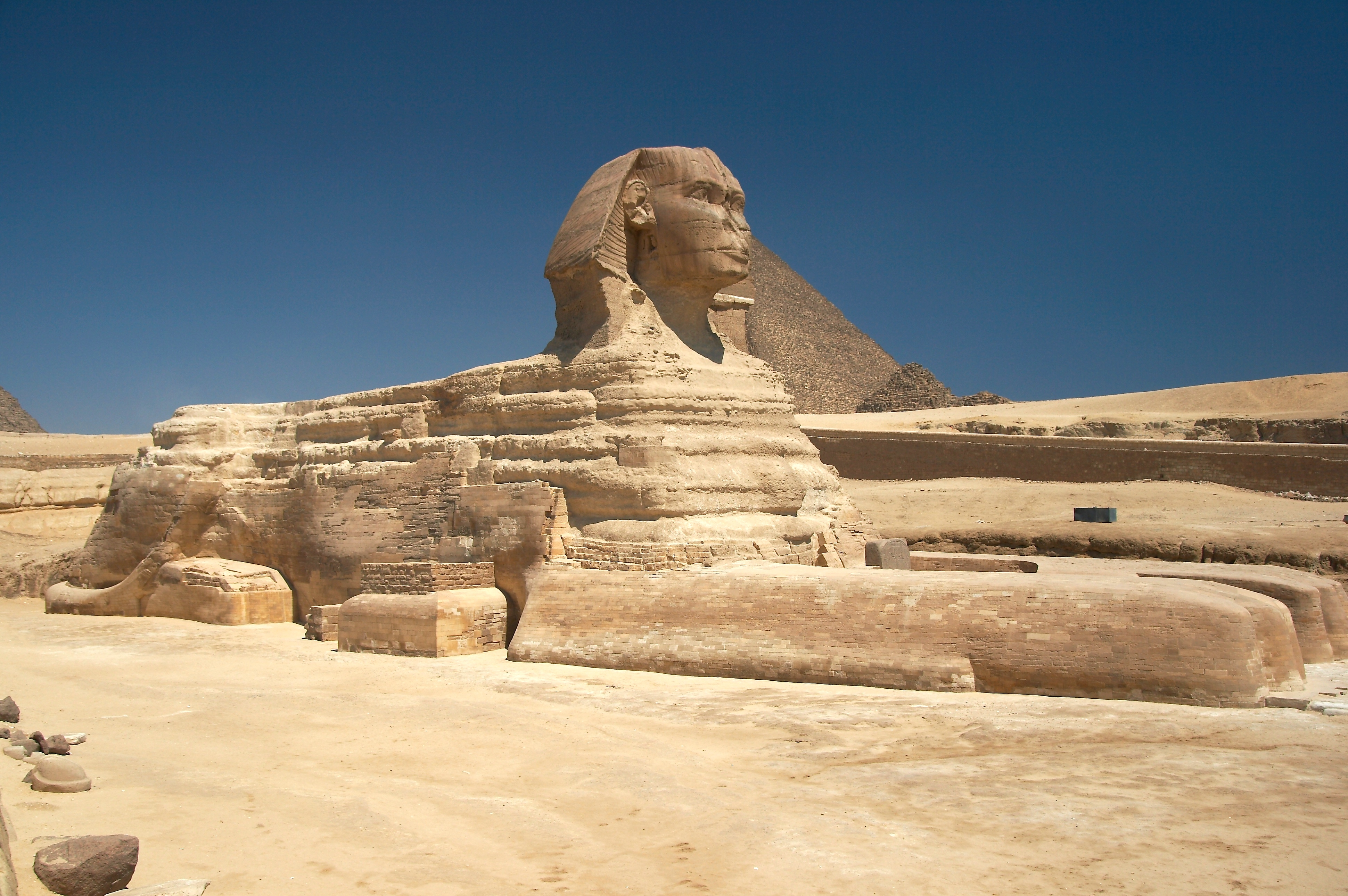
La Esfinge a las afueras del moderno El Cairo en Egipto.

Giovanni Battista Caviglia (1770, Génova-7 de septiembre de 1845, París) fue un explorador, navegante y egiptólogo italiano. Fue uno de los pioneros de la arqueología egipcia en su tiempo. Destacó por la excavación de la Gran Esfinge de Guiza cerca de El Cairo.

## Primeros años
Nació en Génova en 1770 cuando la ciudad era la capital de la homónima República de Génova. Pasó la mayor parte de su vida navegando por el Mediterráneo como capitán de barco mercante.
Cuando decidió empezar su carrera como explorador dejó su barco atracado en Alejandría, y ofreció sus servicios a varios coleccionistas, siendo la mayoría de sus excavaciones llevadas a cabo en nombre del Cónsul General británico Henry Salt.

## Carrera en Egipto
Entre 1816 y 1817 exploró la Gran Pirámide de Guiza donde realizó importantes descubrimientos, incluyendo el corredor descendente, el fondo del pozo y la cámara subterránea inacabada.

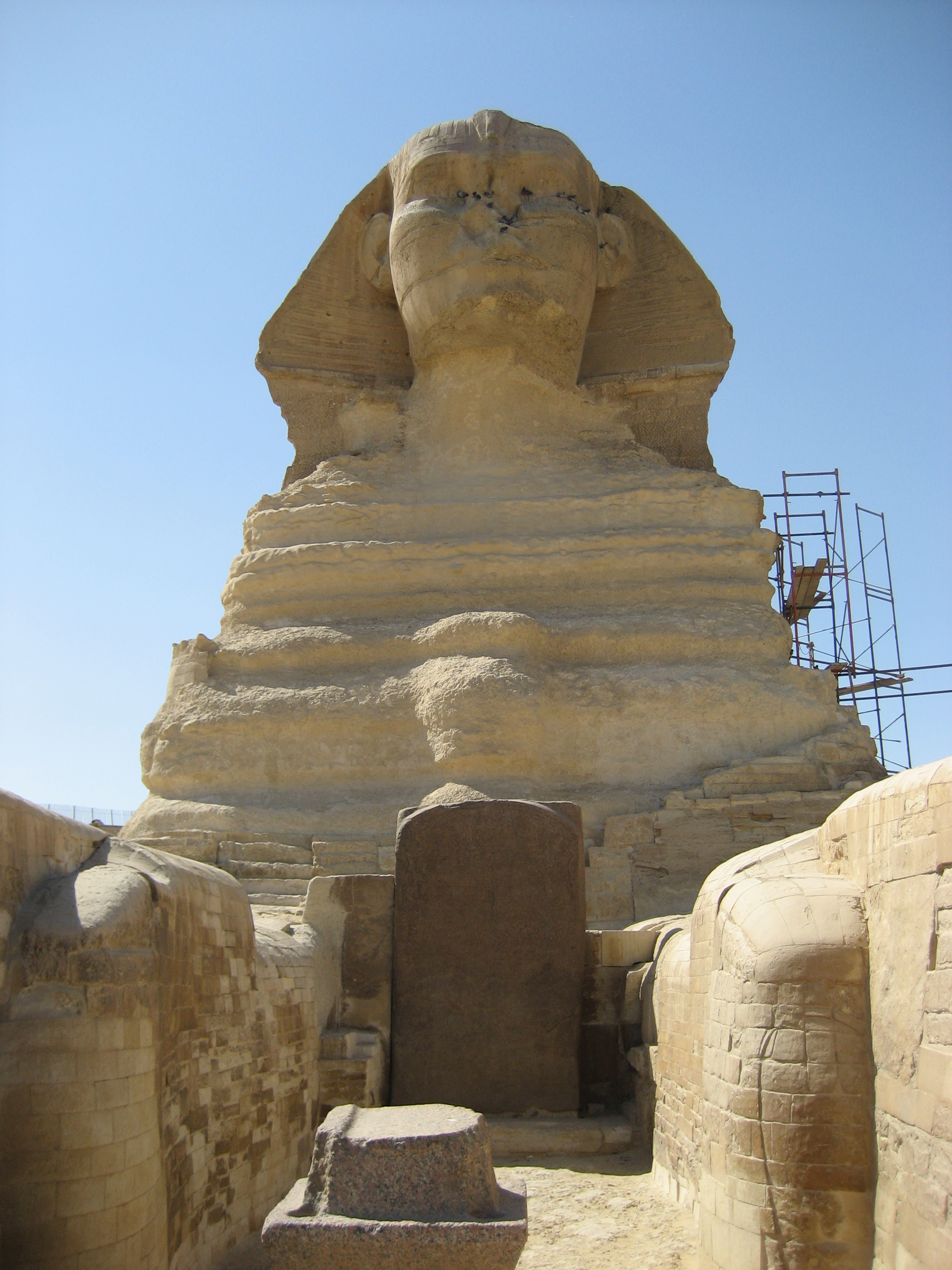
La estela del Sueño de Tutmosis IV entre las patas delanteras de la Esfinge.

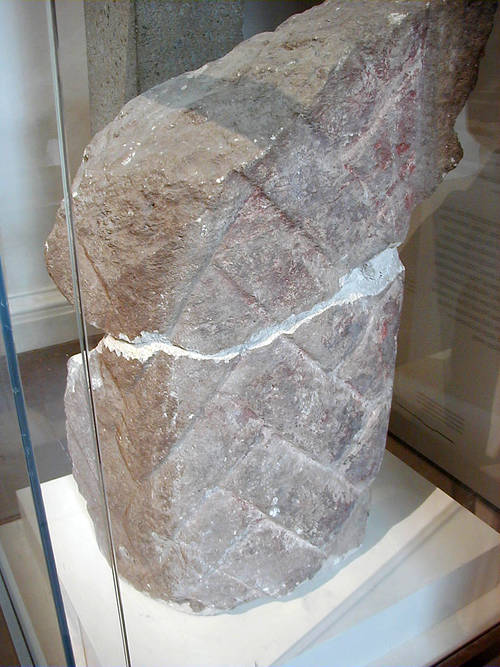
Fragmentos de la barba ceremonial de la Esfinge, guardados en el Museo Británico en Londres.

En 1817 Salt le contrató para desenterrar la Esfinge, la cual con los siglos había sido casi totalmente cubierta por las arenas del desierto, asomando poco más que la cabeza y cuello.
La última limpieza alrededor de la Esfinge había sido realizada en el año 160 por orden del emperador romano Marco Aurelio. Cuando Caviglia comenzó sus excavaciones, encontró una serie de artefactos egipcios e inscripciones en griego y latín de viajeros y visitantes grecorromanos.
En 1819, tuvo que suspender su investigación.

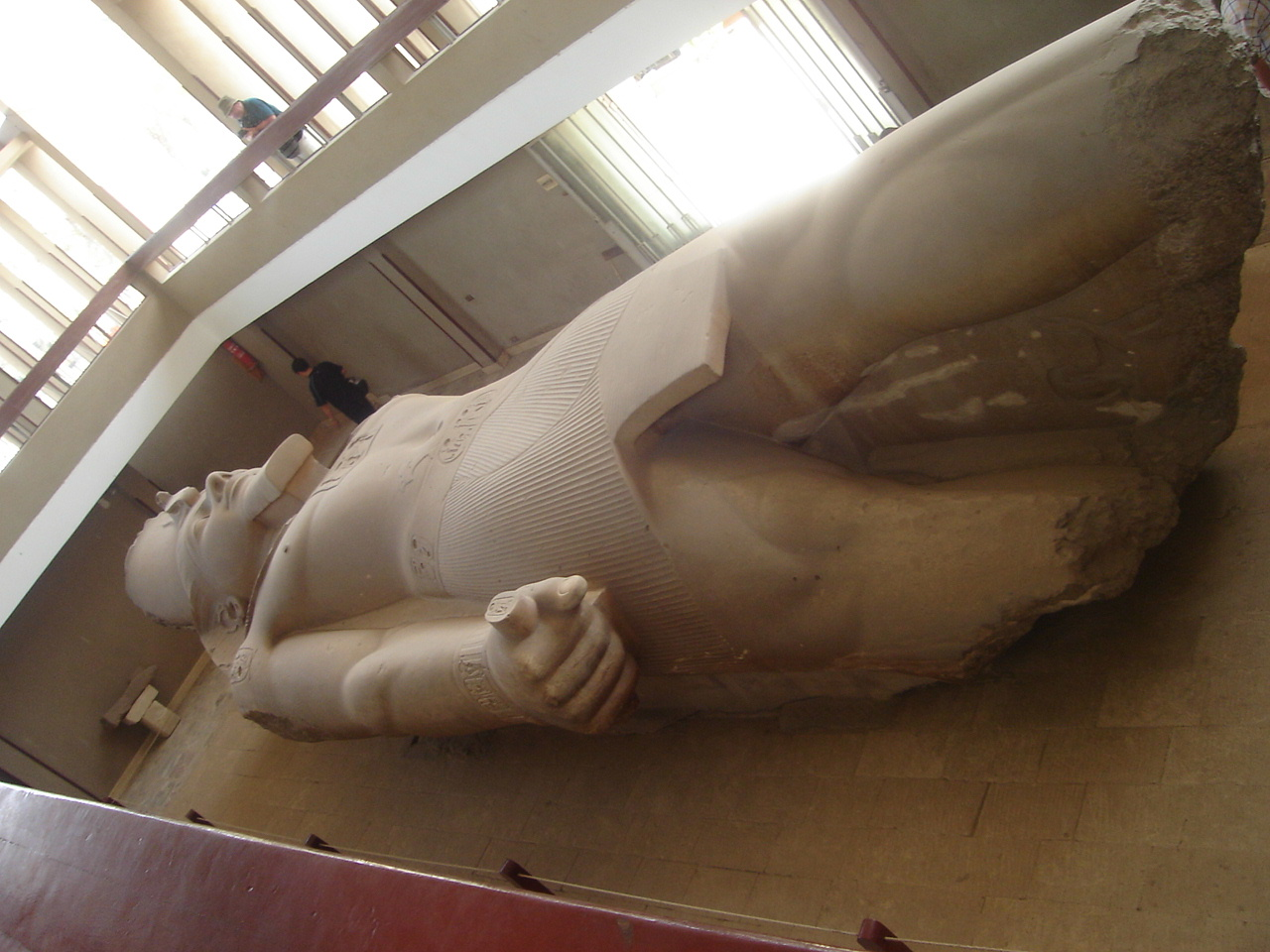
La estatua colosal de Ramsés II en el museo especialmente hecho en Menfis.

Siguió con excavaciones llevadas a cabo en 1820 en nombre del cónsul británico en la antigua capital de Menfis, la cual se localizaba aproximadamente 20 km al sur del moderno El Cairo, donde realizó otro descubrimiento "sensacional": el Coloso de Ramsés II. Este era una estatua 'enorme' de caliza que fue encontrada cerca de la puerta sur del Templo de Ptah, cerca del pueblo moderno de Mit Rahina. A pesar de faltarle la parte inferior de las piernas, mide más de 10 metros. La ofreció a través del egiptólogo Ippolito Rosellini, al gran duque Leopoldo II de Toscana que declinó debido a las dificultades y costes del transporte.
Después de ello, el pachá de Egipto Mehmet Ali lo ofreció al Museo Británico en Londres, que a su vez rechazó la oferta por las mismas razones. Posteriormente fue construido en el sitio un museo donde todavía se encuentra.
En 1835, con ya 65 años, los egiptólogos británicos Richard William Howard Vyse y John Shae Perring le contrataron como ayudante para sus excavaciones en Guiza. Las excavaciones y limpieza de pasajes fue llevada a cabo utilizando grandes cantidades de pólvora en las pirámides de Khufu y Menkaure. La colaboración duró un par de años después de los que Vyse, le despidió.

## Últimos años
Caviglia pasó los últimos años de su vida en París, donde  murió el 7 de septiembre de 1845.